# 외옹치해수욕장

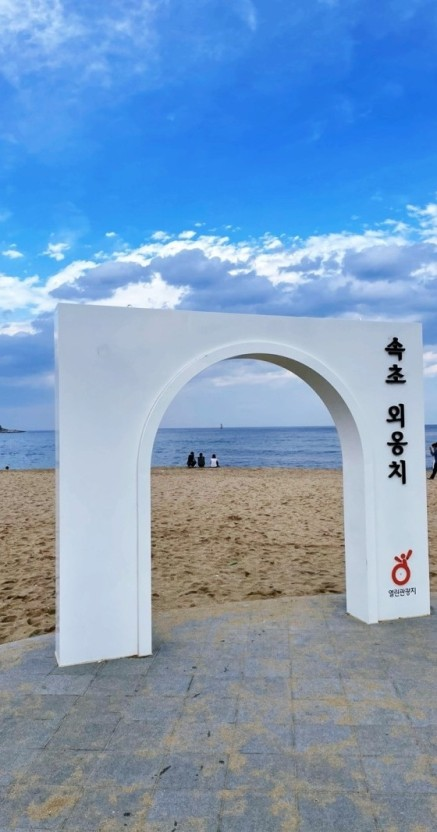

외옹치해수욕장(外瓮峙海水浴場), 또는 외옹치해변(外瓮峙海濱, Oeongchi Beach)은 강원특별자치도 속초시 대포동에 위치한 해수욕장이다. 모래사장의 총면적은 10,842m2 , 길이는 205m, 폭은 53m이다.

## 현황
외옹치 해안은 1953년 휴전 이후 사실상 민간인 출입이 통제돼온 곳으로 지난 1970년 무장공비 침투사건으로 해안경계 철책이 설치되면서 민간인에게는 완전히 차단됐던 해변이다. 이후 2014년 ㈜호텔롯데가 외옹치에 리조트를 건립하는 사업을 시작한 것을 계기로 2016년 4월 문화체육관광부 주관 '2016년 관광특구 활성화 지원사업'에 속초시가 신청한 '바다향기로 조성사업'이 선정되면서 본격적인 개방작업이 진행됐고 2018년도 4월 12일 '바다향기로' 조성 준공식이 열리면서 외옹치 해변이 65년만에 민간인에게 공개되었다.

## 사진

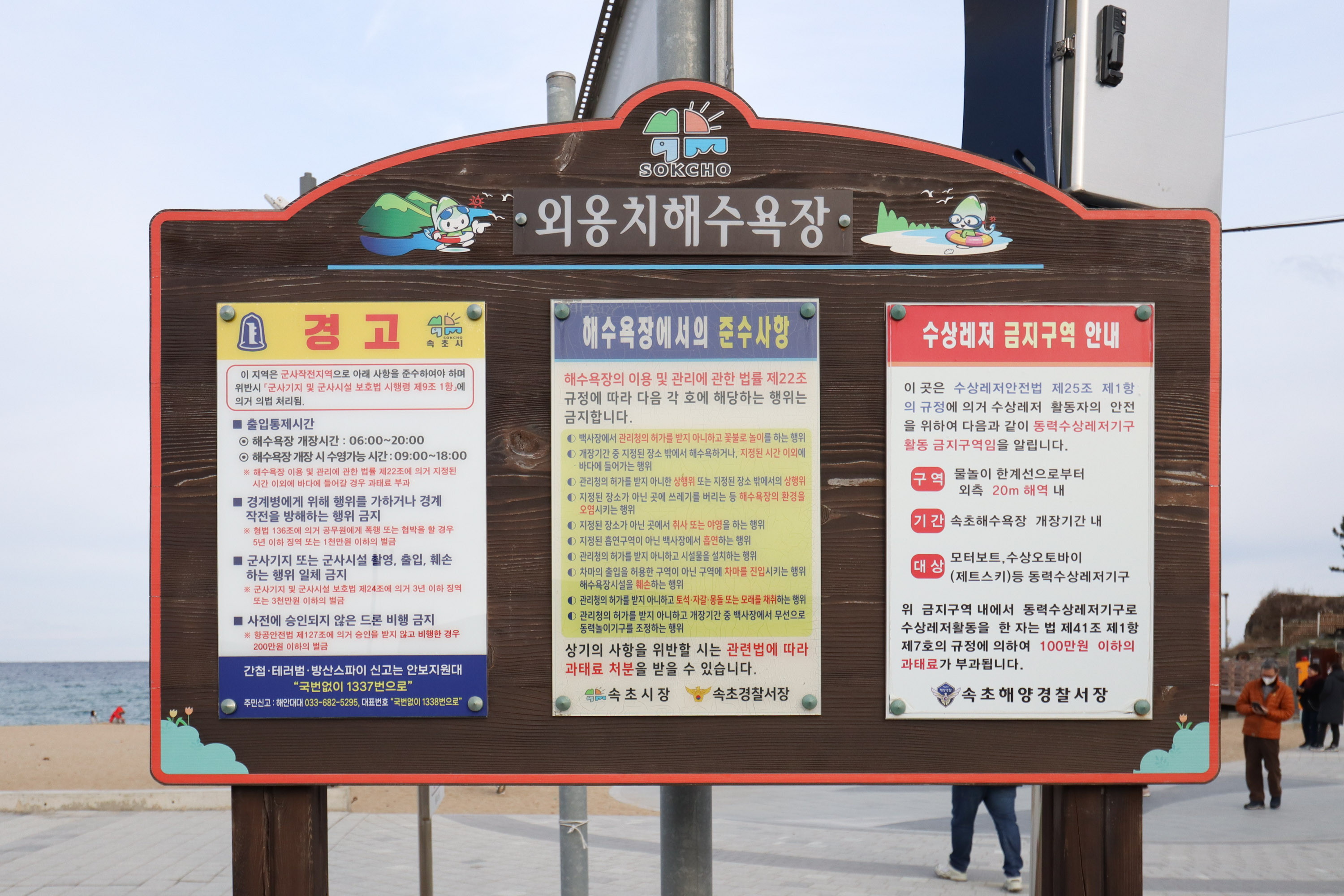
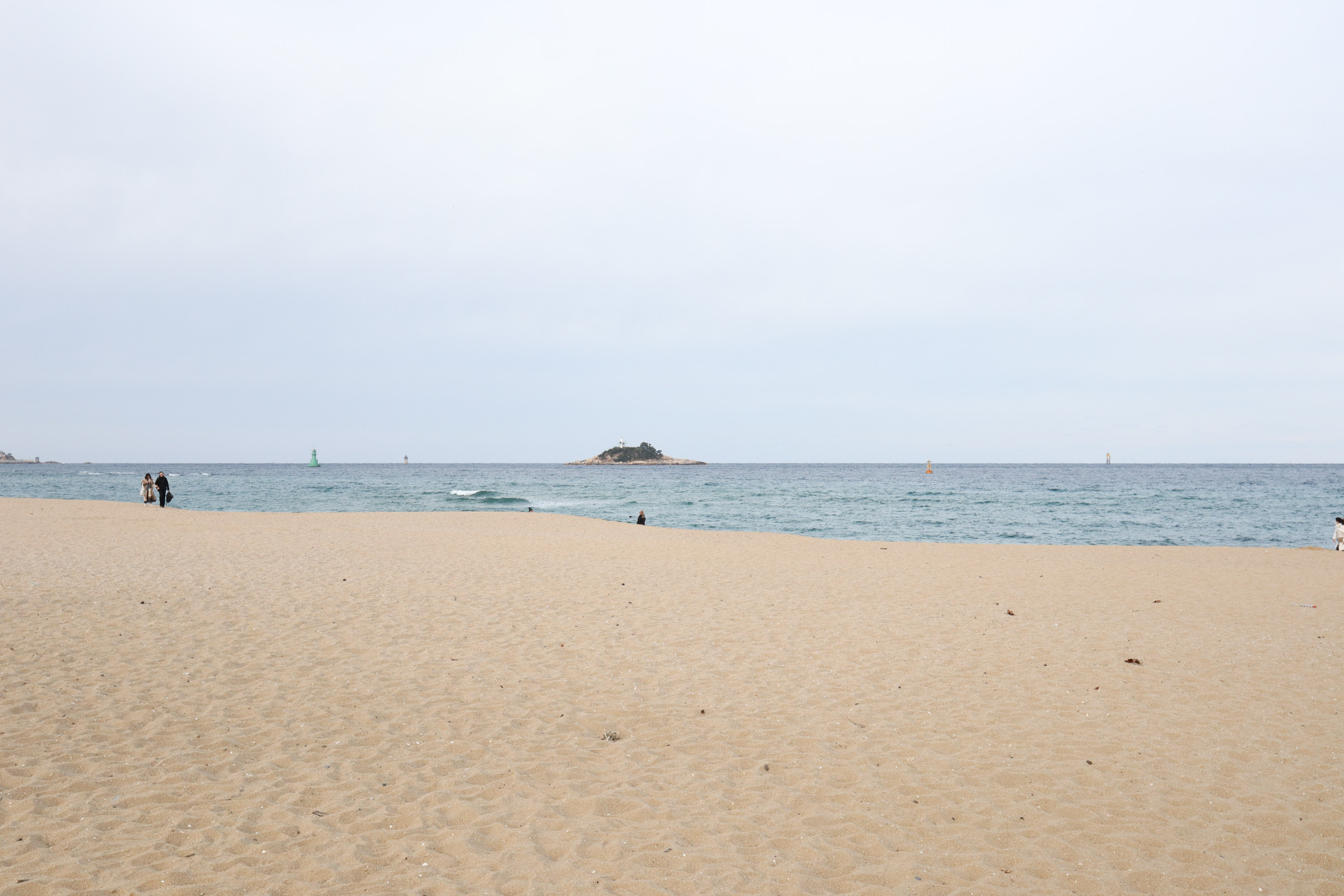
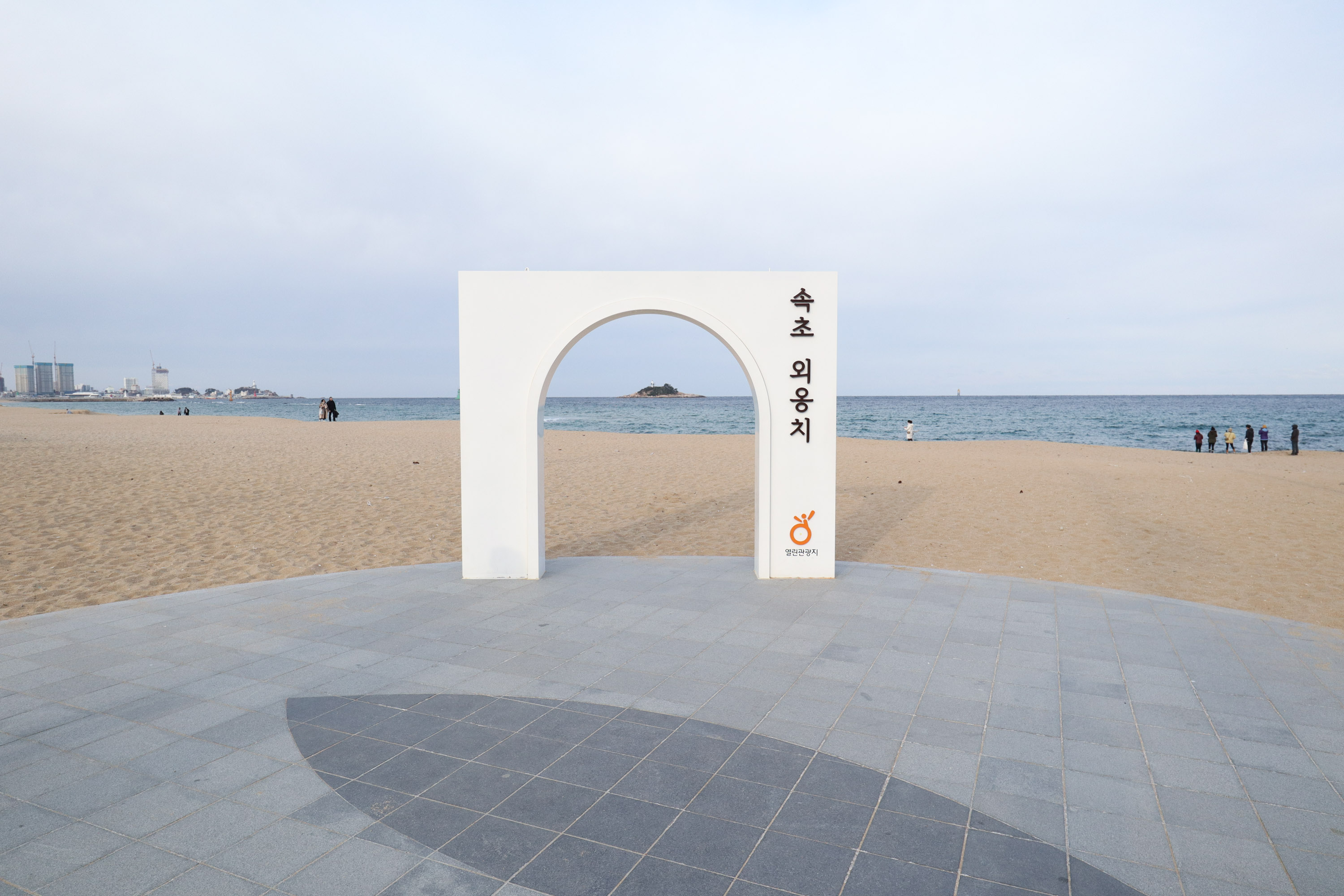
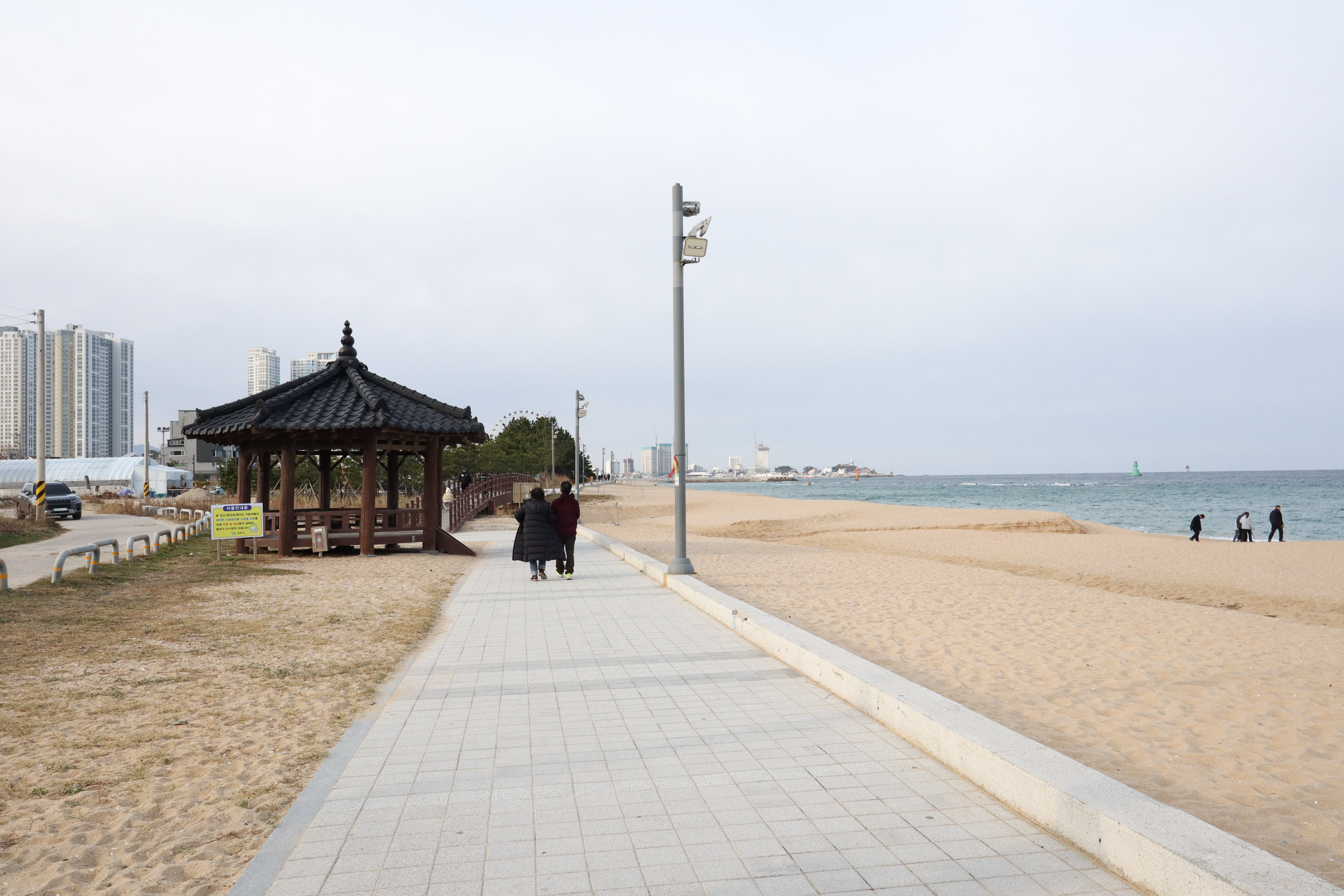
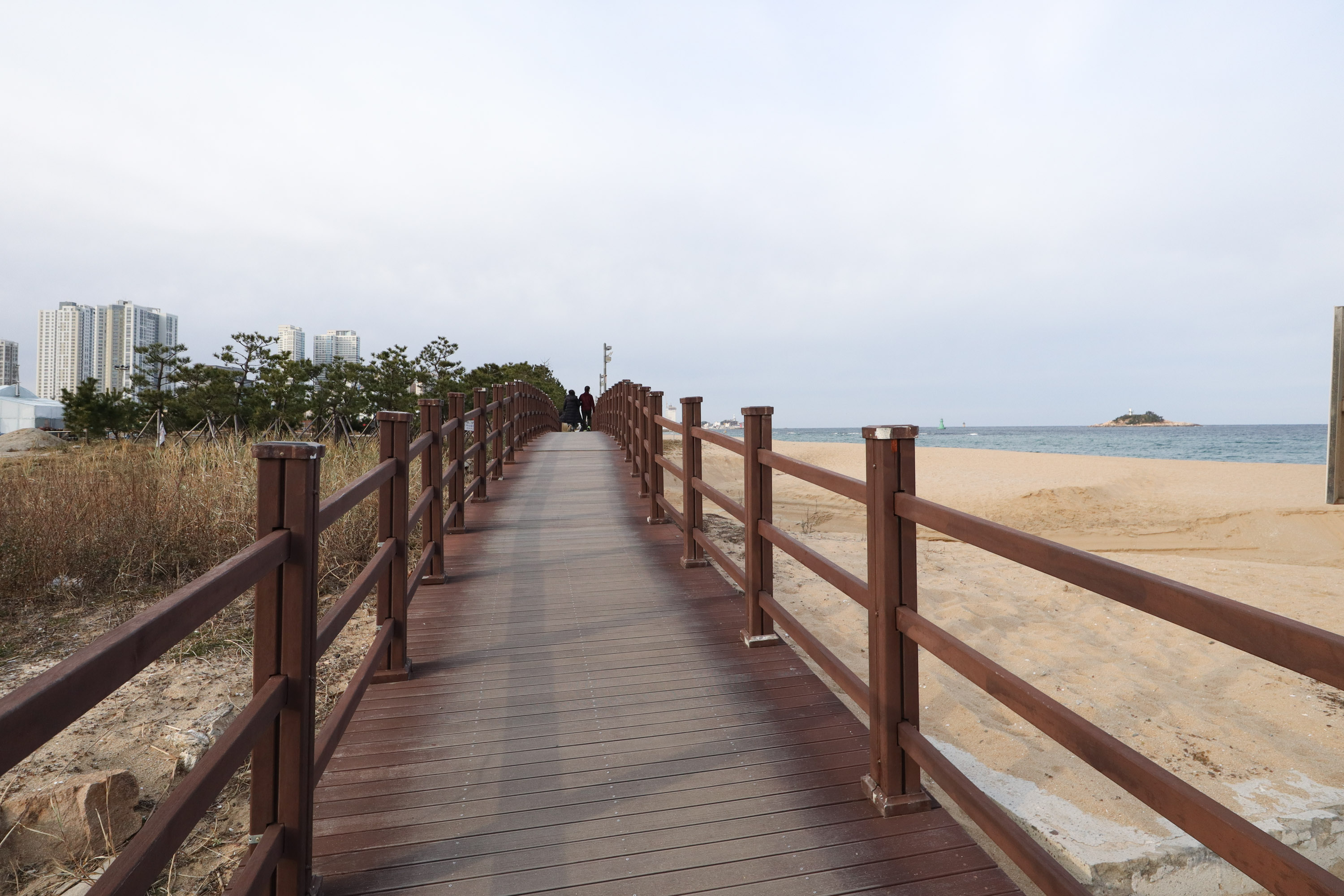